# Čechoameričané
Čechoameričané jsou občané Spojených států amerických, kteří mají české předky. Emigranti původem z českých zemí, kteří mají předky jiné národnosti než české, se mezi Čechoameričany obvykle nepočítají, ale identifikují se svou vlastní etnickou skupinou, např. jako němečtí Američané nebo američtí Židé.

## Historie
První doloženou osobou z Čech na americkém východním pobřeží byl původem pražský Žid Joachim Gans, jenž roku 1585 dorazil k řece Roanoke v Severní Karolíně s průzkumnou expedicí organizovanou anglickým šlechticem Walterem Raleighem (1552–1618).
Augustin Heřman (1621–1686) byl první zdokumentovaný český osadník, exulant z doby pobělohorské. Byl to kartograf, zkušený technický kreslíř a obchodník. Poté, co přišel do Nového Amsterodamu (dnešní New York), stal se jedním z nejvlivnějších lidí v nizozemské provincii, což vedlo k jeho jmenování do Rady devíti, která radila nizozemskému guvernérovi Nového Amsterodamu Peterovi Stuyvesantovi. Heřman založil či pojmenoval místo v Marylandu jako „Bohemia Manor“ (později bylo přejmenováno na Chesapeake City).
Ve stejné době žil obchodník Frederick Philipse (1626–1720). Postupně se stal nejbohatším člověkem v celé holandské provincii.[zdroj⁠?!] Philipse byl z aristokratické protestantské rodiny, která rovněž opustila Čechy po třicetileté válce.
V roce 1738 se do USA přistěhovala skupina 300 příslušníků církve Jednoty bratrské (Moravští bratři), kteří tam zanechali hlubokou kulturní stopu.
Volná neobdělávaná půda v Americe podporovala imigraci po celé 18. století. Většina přistěhovalců byli zemědělci, kteří se usadili ve středozápadních státech. Během Občanské války v USA Češi sloužili na obou stranách, ale jako většina ostatních přistěhovalců spíše bojovali za Unii. Imigrace pokračovala a dosáhla vrcholu v roce 1907, kdy 13 554 Čechů vstoupilo do přístavů na východním pobřeží. Na rozdíl od předchozích imigrantů, noví imigranti byli především katolíci. V roce 1910 byla česká populace v USA 349 000[zdroj?] a v roce 1940 1 764 000.[zdroj?]
Při sčítání lidu v roce 1910 se k českému či moravskému jazyku jako rodné řeči přihlásilo 539 392 amerických obyvatel. Z toho nejvíce ve státech Illinois (124 225), Nebraska (50 680), Ohio (50 004) a New York (45 336), z velkých měst pak v Chicagu (110 736), New Yorku (40 988) a Clevelandu (39 296).
Emigrace vzrostla začátkem 2. světové války, později nástupem komunismu a kolem roku 1968 invazí vojsk Varšavské smlouvy na území Československa. Americký úřad pro sčítáni lidu v roce 1970 oznámil, že na území USA žije téměř 800 000 Čechů.[zdroj?]
Za dob komunismu existovalo v USA několik organizací, které pomáhaly emigrantům z Československa nebo zastupovaly český exil. Mezi nejvýznamnější organizace patřily:
- Rada svobodného Československa (Council of Free Czechoslovakia)
- Československá národní rada americká (ČSRNA, Czechoslovak National Council of America)
- Americký fond pro obnovu Československa (AFCR, American Fund for Czechoslovak Recovery)

## Současnost
K roku 2010 byla česká menšina ve Spojených státech na 25. místě v pořadí menšin podle počtu. Čechoameričané se sdružují do mnoha organizací roztroušených po celých Spojených státech. V současné době existuje kolem 166 větších či menších spolků a organizací. Podle sčítání lidu v USA 2000 tam žilo 1 262 527 lidí, kteří jsou úplného nebo částečného českého původu, kromě 441 403 lidí, kteří uvedli svůj původ jako československý.

## Populace

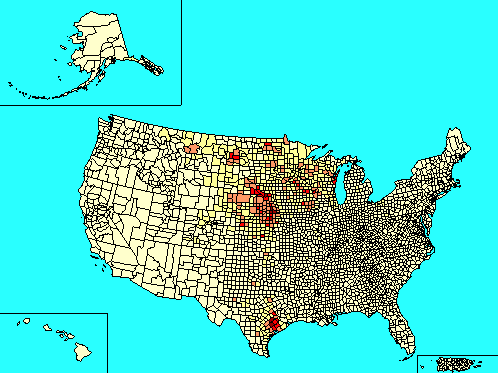
Zastoupení lidí hlásících se k českým kořenům v okresech USA

Státy s nejvyšší českou populací v USA jsou:[zdroj⁠?!]
| Texas      | 155 855 |
| Illinois   | 123 708 |
| Wisconsin  | 97 220  |
| Minnesota  | 85 056  |
| Nebraska   | 83 462  |
| Kalifornie | 77 673  |
| Ohio       | 61 640  |
| Iowa       | 51 508  |
| New York   | 44 942  |
| Florida    | 42 890  |

Státy s nejvyšším procentem Čechů jsou:
| Nebraska       | 4,9 % |
| Jižní Dakota   | 2,1 % |
| Severní Dakota | 2,0 % |
| Wisconsin      | 1,8 % |
| Iowa           | 1,8 % |
| Minnesota      | 1,7 % |

## Významní Čechoameričané
- Madeleine Albrightová – ministryně zahraničí Spojených států.
- Eugene Cernan – americký astronaut.
- Carl Ferdinand Cori – biochemik, nositel Nobelovy ceny za fyziologii a medicínu.
- Gerty Coriová – biochemička, nositelka Nobelovy ceny za fyziologii a medicínu.
- Antonín Čermák – starosta Chicaga.
- František Dvorník – kněz a historik, profesor byzantologie na Harvardově univerzitě.
- Miloš Forman – filmový režisér.[7][8][9]
- Stanislav Grof – psychiatr.
- Josef Korbel – otec Madeleine Albrightové, původně československý diplomat, v USA profesor politologie.
- Ray Kroc – podnikatel, rozvinul společnost McDonald’s do dnešní podoby.
- Ivan Lendl – tenista, mnohonásobný vítěz grandslamových turnajů.[10][11]
- Igor Lukeš – profesor historie na Boston University a honorární konzul České republiky v Bostonu.
- Arnošt Lustig – český židovský spisovatel.
- Martina Navrátilová – tenistka, mnohonásobná vítězka grandslamových turnajů.
- Jan Nepomuk Neumann – 4. biskup Filadelfie a druhý americký svatý.
- Jarmila Novotná – operní pěvkyně a filmová herečka.
- Milada Součková – spisovatelka a knihovnice na Harvardově univerzitě.
- Donald Trump Jr. – americký podnikatel a syn 45. prezidenta USA Donalda Trumpa.
- Eric Trump – americký podnikatel a syn amerického prezidenta Donalda Trumpa.
- Ivana Trumpová – americká podnikatelka, první manželka amerického prezidenta Donalda Trumpa, původně československá lyžařka.
- Ivanka Trumpová – americká podnikatelka, dcera amerického prezidenta Donalda Trumpa.
- Jiří Voskovec – herec, dramatik a spisovatel, přítel Jana Wericha.
- William Zabka – herec, scenárista, producent.
- Bobby Holík - hokejista